# Schuitenschuiverskwartier
Het Schuitenschuiverskwartier is een historische buurt in de binnenstad van Groningen. De buurt wordt begrensd door het Schuitendiep, de Nieuweweg en het Damsterdiep. De naam verwijst naar het gilde van de schuitenschuivers dat in 1403 werd opgericht. De buurt kenmerkt zich door de vele gangen met namen als Brouwersgang, Grote gang, Kleine gang en Soniusgang.

## Geschiedenis

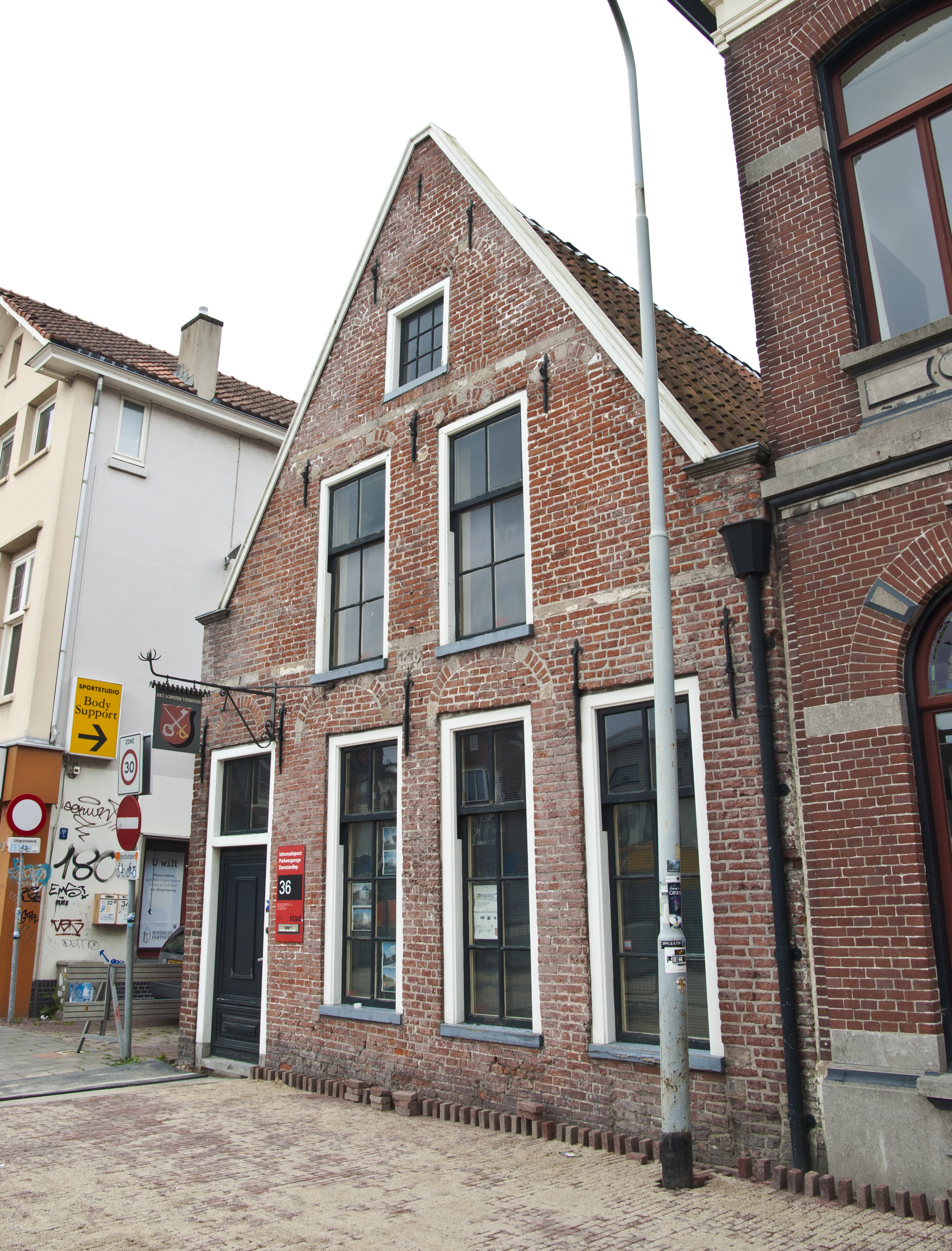
Het Lopster Veerhuis

De buurt ontstond na het graven van het Schuitendiep in de 14e eeuw. De aanleg van het Damsterdiep zorgde voor verdere bloei, die nog verder toenam nadat de overtoom tussen beide diepen werd vervangen door een verlaat in 1573.
Tot 1570 lag de buurt buiten de omwalling. In dat jaar kwam de Schuitenschuiversschans gereed, waardoor de buurt een zeker bescherming kreeg. Bij de stadsuitleg in het begin van de 17e eeuw werd de buurt binnen de vesting gebracht. Dan worden ook de Nieuweweg en de Oudeweg aangelegd. Het Schuitenschuiverskwartier zelf behoudt zijn kleinschalige verkaveling.
Naast turf gaan de schuitenschuivers nu ook andere producten vervoeren. Een van de gangen in de buurt, de Brouwersgang, verwijst naar een daar gevestigde brouwerij die hop nodig heeft. Ook aan de Vossengang, die uitkomt op het Damsterdiep, vestigt zich een brouwerij. In de 19e eeuw vestigen zich, gestimuleerd door de vaarverbindingen, in de buurt een koffiebranderij (Tiktak) en een tabaksfabriek.
Het Damsterdiep ontwikkelt zich tot aanlegplaats voor beurtschepen uit Fivelingo. Ter plekke bevindt zich nog steeds het Lopsterveerhuis, op de hoek van de Loppersummergang.
Na de aanleg van het Eemskanaal in 1866 en de Oosterhaven begint het verval van de buurt. Het Damsterdiep blijft nog in gebruik voor beurtschepen, maar de opkomst van trein en bus zorgt voor een einde van die vorm van vervoer. In 1951 wordt het Damsterdiep tussen Schuitendiep en van Starkenborghkanaal gedempt. Op het Damsterdiep verrijst dan nog wel een busstation voor bussen richting Appingedam, Delfzijl en Siddeburen. De wachtkamer is tegenwoordig een restaurant. Het busstation is opgeheven.

## Karakter
Het Schuitenschuiverskwartier wordt gekenmerkt door statige huizen aan de randen (Schuitendiep en Damsterdiep) en kleine (arbeiders)woningen aan de gangen in het binnengebied. Voor een klein deel zijn er woningen vervangen door nieuwbouw, zoals op de hoek van de Pluimerstraat en de Loppersummergang waar een pand in de stijl van de Amsterdamsche School verrees ontworpen door A.J. Feberwee. Het karakter van het binnengebied is echter niet aangetast.

## Monumenten
Langs de oostzijde van het Schuitendiep zijn vrijwel alle panden aangewezen als rijksmonument, gemeentelijk monument, pand met hoge erfgoedswaarden of karakteristiek pand. Hetzelfde geldt voor het Damsterdiep NZ. Voor het binnengebied geldt dat veel minder. Alleen de panden Pluimerstaart 3 en 5 en Schuitendiep 88-8 (Grote gang) zijn aangewezen als gemeentelijk monument.

## Beschermd stadsgezicht
De buurt maakt deel uit van de wijk Binnenstad-Oost. In deze wijk is sinds de jaren 80 van de 20e eeuw een omvangrijke stadsvernieuwingsoperatie uitgevoerd, waarbij veel oude bebouwing is opgeruimd en vervangen door nieuwbouw die typerend is voor die periode. Het Schuitenschuiverskwartier zelf is daarbij grotendeels ongeschonden gebleven. Sinds 1991 maakt de buurt deel uit van het Beschermd stadsgezicht Groningen-binnenstad.

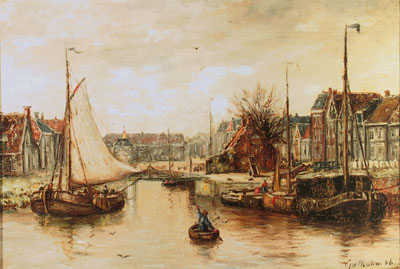
Damsterdiep in 1886 door Gerrit van Houten
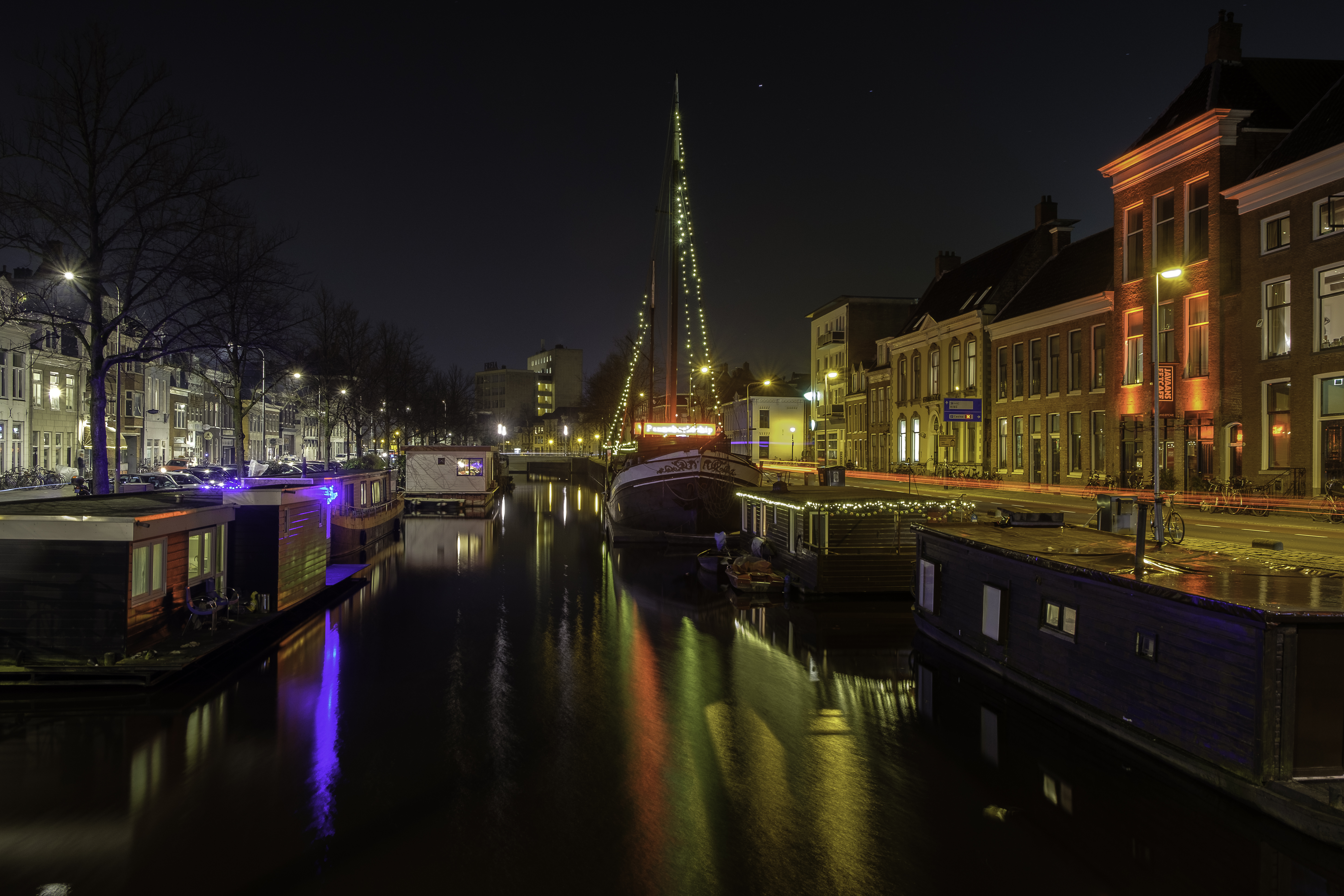
Het Schuitendiep vanaf de Poelebrug naar het zuiden
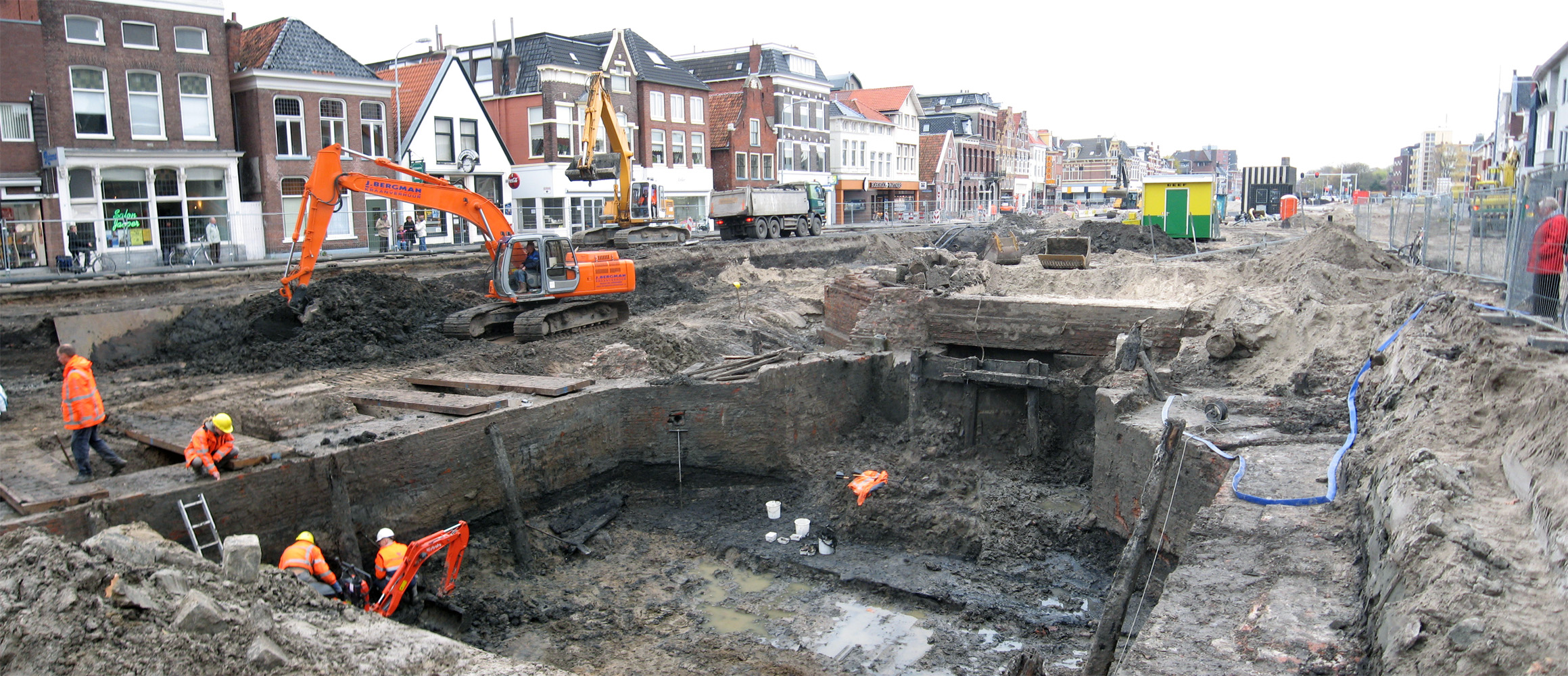
De sluis tussen Damsterdiep en Schuitendiep opgegraven in 2007
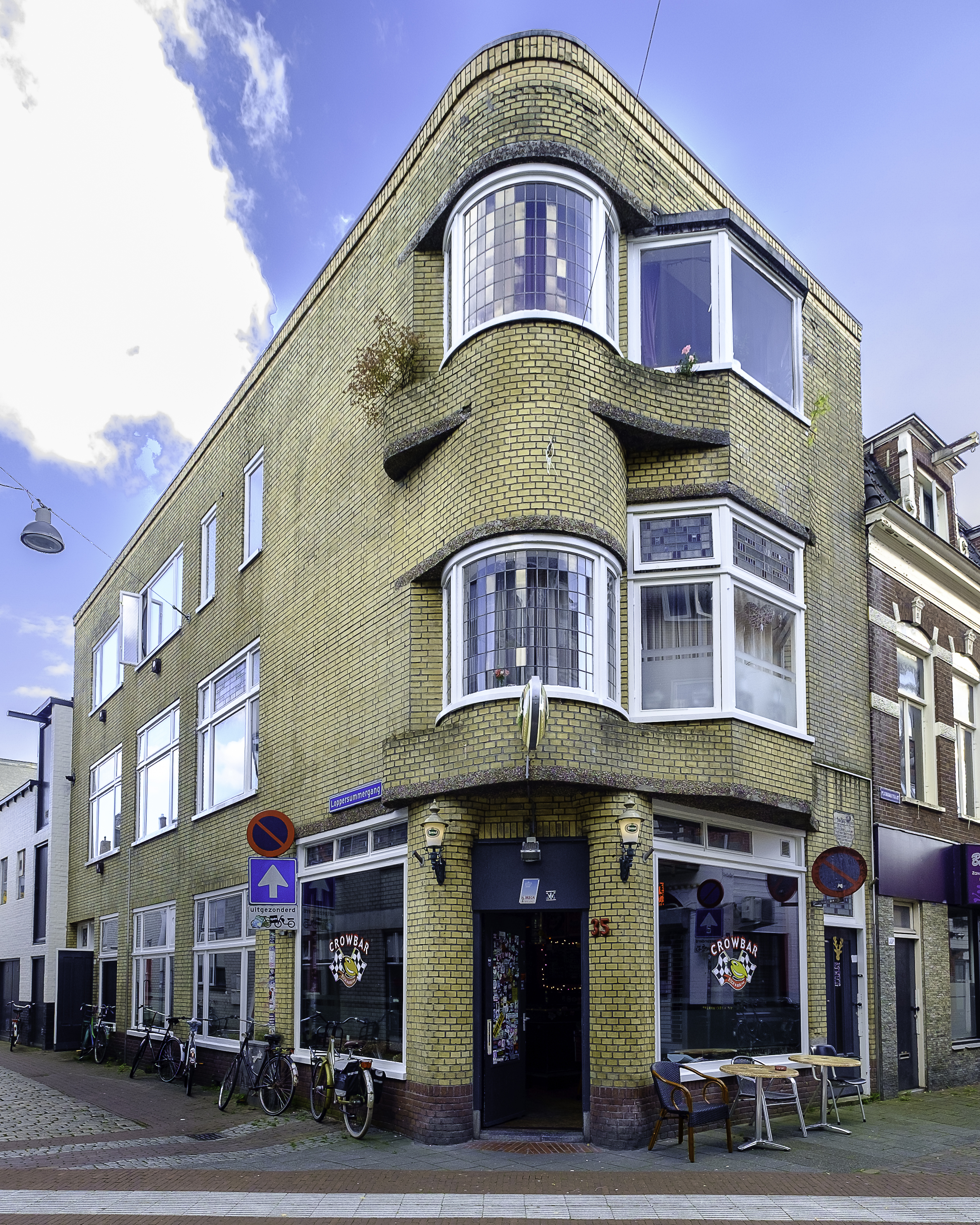
Gemeentelijk monument Pluimerstraat, hoek Loppersummergang

1. ↑  Inclusief het A-kwartier, Academiekwartier, Bisschopskwartier en Ebbingekluft
2. ↑  Inclusief Ruskenveen
3. ↑  Euvelgunne en Roodehaan zijn onderdeel van de MEER-dorpen, maar vallen onder de wijk Zuidoost
4. ↑  Inclusief de subbuurten De Wierden (waaronder het bouwblok Heemwerd), Rietlanden en Reitdiephaven
5. ↑  Voorheen Korrewegwijk genoemd
6. ↑  Voorheen Korrewegbuurt genoemd